# چارلز باورز

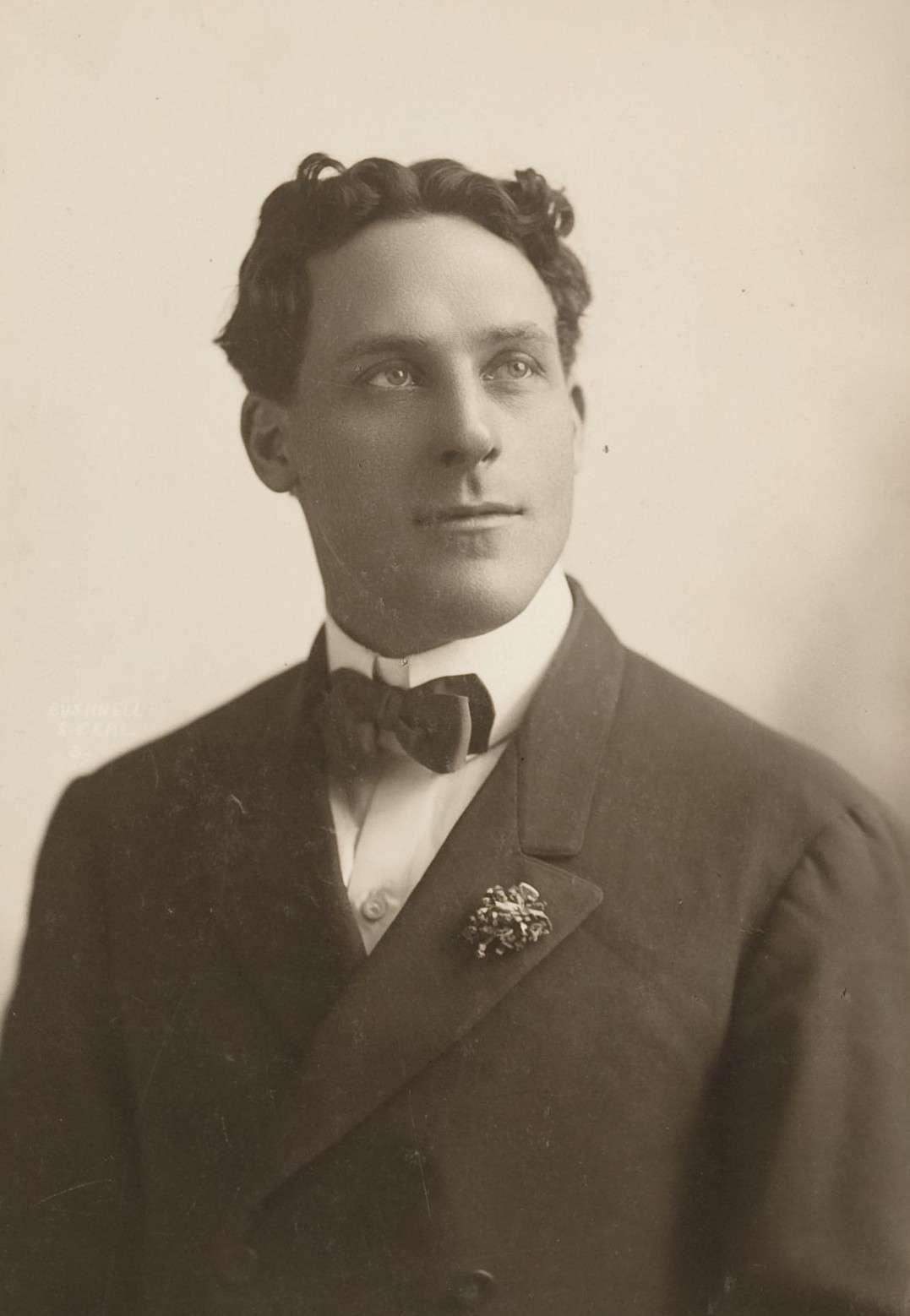

چارلز باورز (ژوئن ۱۸۷۷ یا ۱۸۸۷ تا نوامبر ۱۹۴۶) کارتونیست و کمدین آمریکایی در دوره فیلمهای صامت و ابتدای دوره فیلم‌های صدا دار بود. اسم او در بسیاری از منابع هنری به چشم نمی‌خورد ولی فیلم‌های بسیار خلاق وی توسط افرادی مانند آندره برتون‌ و برخی هم‌عصرانش نقد شده. عناصری مانند سورئالیسم در فیلم‌های او به چشم می‌خورد که باعث شده وی برای مخاطبین امروزی جذاب باشد.
فهرست فیلم‌های وی عبارت است از:
- EGGED ON ۱۹۲۶، 24’08، کمدی بزن بکوب
- HE DONE HIS BEST ۱۹۲۶، 23’42، کمدی بزن بکوب
- A WILD ROOMER ۱۹۲۶، 24’27، کمدی بزن بکوب
- FATAL FOOTSTEP ۱۹۲۶، 22’18، کمدی بزن بکوب
- NOW YOU TELL ONE ۱۹۲۶، 22’18، کمدی بزن بکوب
- MANY A SLIP ۱۹۲۷، 11’36 (incomplete)، کمدی بزن بکوب
- NOTHING DOING ۱۹۲۷، 21’17، کمدی بزن بکوب
- THERE IT IS ۱۹۲۸، 17’22، کمدی بزن بکوب
- THE EXTRA QUICK LUNCH ۱۹۱۷، 5’34، انیمیشن
- A.W.O.L. ۱۹۱۸، 5’22، انیمیشن
- SAY AH-H ! ۱۹۲۸، 14’02 (ناتمام)، کمدی بزن بکوب
- IT'S A BIRD ۱۹۳۰، 14’10، کمدی بزن بکوب
- BELIEVE IT OR DON’T ca ۱۹۳۵، 7’53، انیمیشن
- PETE ROLEUM AND HIS COUSINS ۱۹۳۹، 15’41، انیمیشن
- WILD OYSTERS ۱۹۴۰، 10’06، انیمیشن
- A SLEEPLESS NIGHT ca ۱۹۴۰، 10’59، انیمیشن